# Les Milliards d'Arsène Lupin
Les Milliards d'Arsène Lupin est un roman policier de Maurice Leblanc paru en 29 feuilletons quotidiens, illustrés par Jean Oberlé, dans L'Auto du 10 janvier au 11 février 1939, puis paru en volume in-16 chez Hachette (coll. « L'Énigme » no 13) en novembre 1941, avec des illustrations d'André Pécoud.
L'édition Hachette de 1941, d'un récit qui n'a pas été rédigé, en réalité, au-delà de 1939, est la seule édition avant l'insertion en 1987 de cette ultime histoire d'Arsène Lupin dans la collection de Francis Lacassin (tome 4, publié en 1987). Ce sont donc deux éditions posthumes. Comme la maladie et la mort avaient empêché l'auteur de parfaire ce roman, la famille s'est refusée, pendant 46 ans, à une seconde parution, afin de respecter la mémoire du romancier. « Si elle déroge aujourd'hui à cette règle, c'est pour ne pas compromettre l'exhaustivité de notre édition. »
L'édition Hachette  de 1941 est incomplète : l'un des 29 feuilletons de L'Auto, le n° 23 du 3 février 1939, a été omis par erreur. Erreur réitérée dans la réédition Robert Laffont de 1987 : le volume 4 de la collection « Bouquins » est pareillement amputé .
Les Editions Manucius, dans le cadre de la collection « Aventures & Mystères » ont réparé cet oubli, en publiant en mars 2015 la première édition désormais complète de l'ouvrage de Maurice Leblanc Les Milliards d'Arsène Lupin.

## Résumé
Patricia, jeune Américaine, assistante de James Mac Allermy est très appréciée de son patron. Ce dernier a fondé, aux États-Unis, « Allô-Police », un journal à sensation qui relate les faits criminels, et il envisage pour sa précieuse secrétaire un bel avenir professionnel. Il n’ignore pas que la jolie femme a été séduite et abandonnée, à son grand regret, par son propre fils, lequel a finalement fait un mariage plus en accord avec sa fortune. Par suite de cette liaison, Patricia s’est retrouvée fille-mère, mais la présence de Rodolphe, son jeune enfant, lui donne le courage d’affronter la vie. Un événement va cependant donner une autre tournure à son existence.
Elle subit un soir, dans  les locaux de l’entreprise même, une agression par un individu appelé « Le Sauvage » (The Rough). Elle est sauvée in extremis par un homme d’une force et d’une tranquillité rassurantes qu’elle ne connaît pas davantage mais auquel le bandit, étonné de sa supériorité, pose la question, étrange pour elle : « Serais-tu Arsène Lupin, par hasard ? »
Pourquoi le célèbre gentleman-cambrioleur était-il en Amérique ? Pourquoi, après une réunion nocturne et mystérieuse de onze hommes, Mac Allermy et son avocat d’affaires sont-ils assassinés, un couteau en plein cœur ? Que contient la serviette de cuir fauve volée à Mac Allermy, le soir de sa mort, et détenue maintenant par Le Sauvage, qui parle d’une immense fortune ?
Fortune !  Le mot magique pour faire apparaître et disparaître Lupin. Patricia part instinctivement pour la France (le voyage en bateau sera mouvementé), parce que c’était la destination prévue de feu son patron, qu’elle veut désormais venger. C’est aussi le terrain préféré d’un acteur puissamment armé pour les affaires compliquées et dangereuses, et qui lui a remis, à leur première rencontre, un sifflet d’argent : « En cas de danger, sifflez sans relâche. Je viendrai… »